# Marg‘ilon
Marg‘ilon (Margilan) es una localidad de Uzbekistán, en la provincia de Ferganá.
Se encuentra a una altitud de 495 m sobre el nivel del mar. 

## Demografía
Según estimación 2014 contaba con una población de 215 400 habitantes.